# Karl Anzengruber
Karl Anzengruber (Bécs, 1876. június 5. - Bécs, 1927. július 5.) osztrák drámaíró.

## Élete
Ludwig Anzengruber fia volt. Tanulmányai végeztével a bécsi városi villamosvasútnál helyezkedett el. Már egészen fiatalon rövid karcolatokat, novellákat és színdarabokat írt. A 20. század elején a filmmel is foglalkozott, 1918-ban két film forgatókönyvét írta meg: Der Doppelselbstmord és Mit dem Schicksal versöhnt. Az 1921-ben elkészült Die Teepuppe  című rövidebb filmnek rendezője és egyik színésze is volt egyben.

## Válogatott munkái
- Fesche Wienerin (bohózat, 1907)
- Stille Nacht (egyfelvonásos, 1910)
- Donauweiberl (karcolatok, 1917)
- G'spassige Leut (karcolatok, 1917)
- Unterwegs (novella, 1921)
- Insel der Seligen (regény, 1925)